# Gaunless
Gaunless (ang. River Gaunless) – rzeka w północno-wschodniej Anglii, w hrabstwie Durham, dopływ rzeki Wear.
Rzeka powstaje z połączenia strumieni Arn Gill i Hindon Beck, w pobliżu wsi Copley, na wysokości około 220 m n.p.m. Płynie w kierunku wschodnim, przepływając w pobliżu wsi Butterknowle, Cockfield, Evenwood i West Auckland. W końcowym biegu skręca na północ i przepływa przez miasto Bishop Auckland, gdzie uchodzi do Wear.